# 藤井岳
藤井　岳（ふじい　がく、1991年5月30日 - ）は、東京都青梅市出身の日本の柔道選手である。階級は100kg超級。身長182cm。体重117kg。血液型はO型。段位は四段。組み手は左組み。得意技は体落。現在はパーク24に所属。さらに、SFC大学院にも在学している。

## 経歴
柔道は7歳の時に吉野柔道教室で始めた。桐朋中学入学後は大門柔道教室に入門して、3年の時には全国中学校柔道大会90kg超級で2位になった。国立大学への進学も視野に入れていたが、柔道に人生をかけるとして東海大相模高校に進む道を選択した。1年の時には早くも金鷲旗の優勝に1年先輩の高木海帆や同級生の羽賀龍之介らとともに貢献することになった。インターハイ団体戦では3位だったが、全国高校選手権では優勝した。2年の時には金鷲旗とインターハイも制して高校3冠(全国高校選手権、金鷲旗、インターハイ)を達成した。続く全国高校選手権でも優勝した。3年の時にも同級生の羽賀や1年後輩の王子谷剛志らとともに金鷲旗とインターハイを制して、1987年の世田谷学園高校以来、史上2校目の2年連続高校3冠に貢献することとなった。さらには国体少年男子の部でも神奈川県チームの優勝に貢献した。
2010年に慶應義塾大学総合政策学部へ進むと、全日本ジュニアで3位になり、今大会優勝した高校時代の後輩である王子谷とともに世界ジュニア代表に選出された。しかし、世界ジュニアでは3回戦でオランダのロイ・メイヤーに大内刈で敗れた。2年の時には講道館杯で5位となった。4年の時にはアジア選手権で優勝を飾った。
2014年からはパーク24所属となると、実業個人選手権では決勝で旭化成の西潟健太に大外刈で敗れるが2位となった。ヨーロッパオープン・リスボンでは優勝した。

## 戦績
- 2006年 -　全国中学校柔道大会　2位(90kg超級)
- 2007年 -　金鷲旗　優勝
- 2007年 -　インターハイ　団体戦　3位
- 2008年 -　全国高校選手権　優勝
- 2008年 -　金鷲旗　優勝
- 2008年 -　インターハイ　団体戦 優勝
- 2009年 -　全国高校選手権　優勝
- 2009年 -　金鷲旗　優勝
- 2009年 -　インターハイ　団体戦 優勝

100kg超級での戦績
- 2009年 -　全日本ジュニア　5位
- 2009年 -　国体　少年男子の部 優勝
- 2010年 -　韓国ジュニア国際　3位
- 2010年 -　ドイツジュニア国際　優勝
- 2010年 -　全日本ジュニア　3位
- 2011年 -　講道館杯　5位
- 2013年 -　アジア選手権　優勝
- 2014年 -　実業個人　2位
- 2014年 -　ヨーロッパオープン・リスボン　優勝

100kg級での戦績
- 2015年 -　実業個人　3位
- 2016年 -　実業個人選手権　3位

(出典、JudoInside.com)